# ДАБКО
DABCO(від англ.1,4-diazabicyclo[2.2.2]octane) або 1,4-діазабіцикло[2.2.2]октан, також відомий як триетилендіамін або TEDA є це біциклічною органічною сполукою, яка має формулу N2(C2H4)3. Безбарвна тверда речовина, яка є високонуклеофільною третинною аміноосновою, яка використовується як каталізатор і реагент у полімеризації та органічному синтезі . 
За структурою подібна на хінуклідин, але в хінуклідині один з атомів азоту є заміщеним атомом вуглецю. Аналізуючи їх структури, як DABCO, так і хінуклідин незвичайні тим, що атоми водню метилену затемнені в межах кожного з трьох етиленових зв'язків. Крім того, діазациклогексанові кільця, яких є по три в кожній з сполук, приймають конформацію човна, а не звичайну конформацію крісла.

## Реакції
Значення pKa для [HDABCO] + становить 8,8, що майже стільки ж, скільки і для звичайних алкіламінів. Нуклеофільність цього аміну є доволі високою, оскільки амінні центри не є стерично обмеженими. Він достатньо основний, щоб сприяти різноманітним реакціям сполучення.

### Каталізатор
DABCO застосовується у вигляді нуклеофільного каталізатора для:
- утворення поліуретану з спирту та ізоціанатанів їх функціоналізованими мономерами та преполімерами.[2]
- Реакції Бейліса-Гіллмана альдегідів та ненасичених кетонів і альдегідів також використовують триетилдиамін, як і продемонстровано нижче:[3]

### Основа Льюїса

Селектфтор

Сполуку з назвою Selectfluor отримують шляхом алкілування DABCO дихлорметаном з подальшою обробкою фтором. Ця безбарвна сіль має здатність захоплювати та переносити повітря. Selectfluor була комерціалізована для використання в електрофільному фторуванні.
Як стерично незаблокований амін, триетилдиамін є сильним лігандом та сильною основою Льюїса . Сполука утворює кристалічний аддукт у відношенні 2:1 з перекисом водню та діоксидом сірки  .

### Гаситель синглетного кисню
Триетилендиамін  та споріднені аміни є гасителями синглетного кисню та ефективними антиоксидантами. Вони можуть бути застосовані для продовження терміну служби фарб та барвників, монтування зразків для флуоресцентної мікроскопії (тільки при взаємодіїї з гліцерином або ж PBS). DABCO також можна використовувати для деметилювання четвертинних амонієвих солей шляхом нагрівання в присутності диметилформаміді (ДМФ).

## Виробництво
Триетилендиамін виробляють шляхом термічних реакцій сполук типу H₂NCH₂CH₂X, де X=OH, NH₂ або NHR, у присутності цеолітних каталізаторів. Ідеальний хід реакції перетворення з етаноламіну:
3H2NCH2CH2OH → N(CH2CH2)3N + NH3 + 3H2O

## Використання
У сферах хімічного та біологічного захистіу активоване вугілля насичують розчином DABCO для використання у фільтрах для масок та системах колективного захисту тощо. 